# Lauren Kitt Carter
Lauren Michelle Kitt Carter (* 3. Juni 1983 in Los Angeles, Kalifornien als Lauren Michelle Kitt) ist eine US-amerikanische Schauspielerin und Filmproduzentin.

## Leben
Carter wurde 1983 in Los Angeles geboren. Um 2013 veröffentlichte sie auf YouTube mehrere Fitnessvideos unter dem Namen Kitt Fit. Seit dem 12. April 2014 ist sie mit dem Sänger und Schauspieler Nick Carter verheiratet. Die beiden sind Eltern von drei gemeinsamen Kindern.
2010 spielte sie im Kurzfilm The Pendant mit. 2011 produzierte sie für Carter die Musikfilme zu den Liedern Burning Up, das er gemeinsam mit Britton „Briddy“ Shaw sang, sowie zum Lied Just One Kiss. 2013 hatte sie eine Episodenrolle in der Fernsehserie One Life to Live inne. 2016 spielte sie im Film Decommissioned – Anschlag auf Befehl eine Nebenrolle. Im selben Jahr war sie in der Rolle der Sirene im Zombiefilm Dead 7 – Sie sind schneller als der Tod zu sehen.

## Filmografie (Auswahl)

### Schauspielerin
- 2010: The Pendant (Kurzfilm)
- 2013: One Life to Live (Fernsehserie, Episode 1x29)
- 2016: Decommissioned – Anschlag auf Befehl (Decommissioned)
- 2016: Dead 7 – Sie sind schneller als der Tod (Dead 7)

### Produzentin
- 2010: The Pendant (Kurzfilm)
- 2013: Kitt Fit (Fernsehserie, 4 Episoden; & Drehbuch)